# Джадж, Аарон
Аарон Джеймс Джадж (англ. Aaron James Judge; род. 26 апреля 1992, Линден, Калифорния) — американский бейсболист, аутфилдер клуба Главной лиги бейсбола «Нью-Йорк Янкис». На студенческом уровне играл за команду Университета штата Калифорния во Фресно. На драфте Главной лиги бейсбола 2013 года был выбран в первом раунде под общим 32 номером. Лучший новичок Американской лиги и обладатель награды Сильвер Слаггер по итогам сезона 2017 года. Участник Матча всех звёзд лиги 2017 и 2018 годов.

## Биография

### Ранние годы и начало карьеры
Аарон Джадж родился 26 апреля 1992 года в Линдене в штате Калифорния. После рождения он был усыновлён Уэйном и Патти Джадж, семьёй учителей. Со своими биологическими родителями он никогда не контактировал. Во время учёбы в школе Джадж играл в бейсбол и баскетбол, успешно выступал на позициях принимающего и ди-энда в футбольной команде. К моменту окончания школы у него были предложения спортивной стипендии от Стэнфордского университета, университета Нотр-Дам и Калифорнийского университета в Лос-Анджелесе. На драфте Главной лиги бейсбола 2010 года его в 31 раунде выбрал клуб «Окленд Атлетикс». Джадж отказался от подписания контракта и поступил в Университет штата Калифорния во Фресно. Студенческую карьеру он завершил с показателем отбивания 34,5 %, 18 хоум-ранами и 93 RBI. На драфте 2013 года Джадж был выбран «Нью-Йорк Янкис» под общим 32 номером.

### Карьера в младших лигах
В сезоне 2013 года Джадж на поле не выходил, восстанавливаясь после травмы на базе клуба во Флориде. В фарм-системе «Янкис» он дебютировал в 2014 году в составе «Чарлстон Ривердогз». В 65 матчах Южно-Атлантической лиги он отбивал с эффективностью 33,3 %. По ходу сезона Джадж был переведён в команду Лиги штата Флорида «Тампа Янкис». Весной 2015 года он принял участие в предсезонных сборах с основным составом клуба. По ходу чемпионата он выступал в составе «Трентон Тандер», а затем был переведён в «Скрантон/Уилкс-Барре Рейлрейдерс». Летом Джадж принял участие в Матче всех звёзд будущего. Все уровни фарм-системы он преодолел за два сезона. В первой части сезона 2016 года Джадж сыграл 92 матча в составе «Рейлрейдерс», выбив 16 хоум-ранов и набрав 95 RBI. В августе он был переведён в основной состав Янкис и дебютировал в Главной лиге бейсбола.

### Главная лига бейсбола

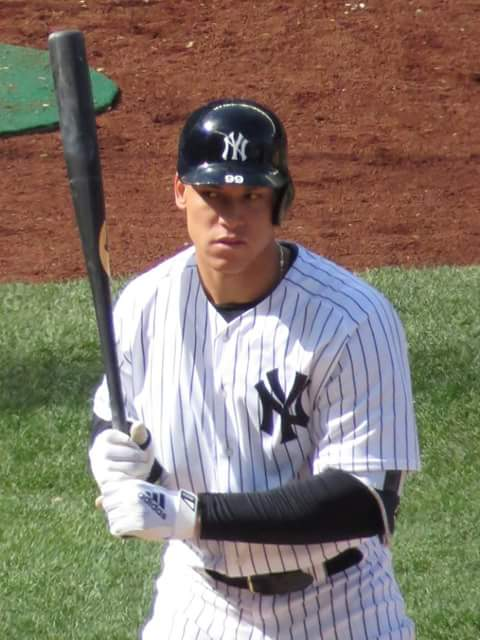
Аарон Джадж в 2018 году.

В сезоне 2017 года Джадж сыграл 155 матчей, отбивая с эффективностью 28,4 %. Он выбил 52 хоум-рана, побив рекорд для новичков, установленный Майком Макгуайром в 1987 году. Также Джадж установил рекорд для новичков по количеству уоков, предыдущее достижение держалось с 1939 года. Летом 2017 года он сыграл в Матче всех звёзд лиги и стал первым дебютантом, выигравшим Хоум-ран-дерби. По итогам сезона Джадж единогласно был признан лучшим новичком Американской лиги.
В 2018 году Джадж второй раз подряд попал в число участников Матча всех звёзд. В регулярном чемпионате он сыграл 112 матчей с эффективностью отбивания 27,8 %, 27 выбитыми хоум-ранами и 67 RBI. В играх плей-офф он отбивал с показателем 42,1 %. По итогам года Джадж претендовал на награду Золотая перчатка, но в голосовании уступил Муки Беттсу. В регулярном чемпионате 2019 года он сыграл 106 матчей, пропустив часть сезона из-за травм. По его ходу Джадж выбил сотый хоум-ран в своей карьере. Также он проявил себя как один из лучших защитников в лиге. В сокращённом из-за пандемии COVID-19 сезоне 2020 года Джадж сыграл 28 матчей.
Пятого октября 2022 года в игре против «Техас Рейнджерс» Джадж выбил 62-й хоумран в сезоне, побив рекорд Американской лиги, установленный Роджером Мэрисом в 1961 года.